# کشورهای عربی خلیج فارس

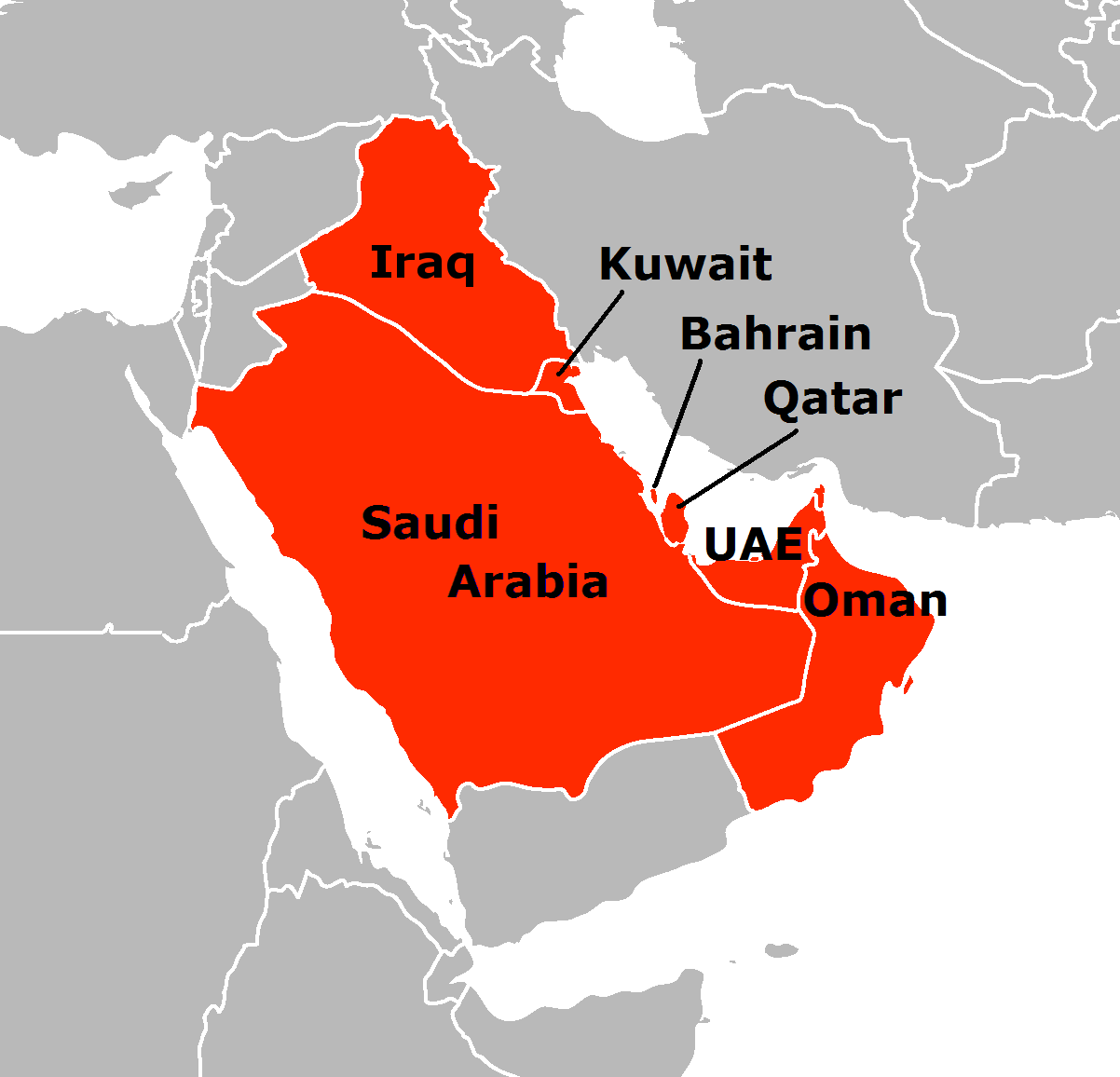
نقشه خلیج فارس:
۷ کشور عرب

کشورهای عربی خلیج فارس اشاره به گروهی از کشورهای عربی است که با خلیج فارس همسایه هستند. هفت کشور عضو اتحادیه عرب در این منطقه وجود دارد: بحرین، کویت، عراق، عمان، قطر، عربستان سعودی و امارات متحده عربی.یمن بر اساس تاریخ و فرهنگ رایج در کشورهای عربی خلیج فارس به شش کشور شورای همکاری خلیج فارس وابسته است.

## مشخصات
کشورهای عربی خلیج فارس همگی در خصایلی مشترک هستند، از جمله جمعیت انبوه نیرویِ کارِ غیر بومی، و رشد اقتصادی سریع.

### فرهنگ
فرهنگ مردم منطقهٔ خلیج فارس را معمولاً فرهنگ خلیجی می‌نامند موسیقی خلیجی، لباس خلیجی و فرهنگ خلیجی تا حدود زیادی از فرهنگ عرب‌های شمال آفریقا و عراق متمایز است.

#### گردشگران از ایران در کشورهای عربی خلیج فارس
بررسی‌ها نشان می‌دهد، ایرانیان سالانه مبالغ زیادی پول به منظور گردشگری در کشورهای عربی خلیج فارس صرف می‌کنند؛ پولی که بخش عمدهٔ آن صرف گردشگری و به طبع خرید کردن در این کشورها می‌شود. در این میان در دوره‌هایی زمانی خاصی کشور عراق رتبه یکم و امارات متحدهٔ عربی (دبی) در رتبه دوم قرار داشته‌است. سفر ایرانیان به کشورهایی چون کویت، بحرین و قطر نیز در یک رده قرار داشته و در رتبه سوم قرار داشته‌است. مقدار زیادی از این مبالغ متعلق به دبی است که، ایرانیان سالانه حجم قابل‌توجهی از پول را در این شهر خرج می‌کنند.